# Thrombomodulin
Thrombomodulin (THBD) ist ein Protein, das in Endothelzellen, verschiedenen Immunzellen (Neutrophile, Monocyten und Dendritische Zellen) und mesenchymalen Zellen als transmembraner Rezeptor für Thrombin fungiert.
THBD vertausendfacht die Protein C aktivierende Wirkung von Thrombin und nimmt somit eine Schlüsselrolle bei der Hemmung der Blutgerinnung (Antikoagulation) ein. Ein Mangel an Thrombomodulin durch Mutation am THBD-Gen kann zur Thrombophilie und Infarktneigung führen.
Der Ligand Thrombin sorgt in der Hämostase als Gerinnungsfaktor für die Blutgerinnung. Das Blut soll allerdings nur dort gerinnen, wo die Verletzung ist. Und wenn es geronnen ist, soll es erst bei Heilung wieder gelöst werden. Thrombomodulin ist die Bindungsstelle für Thrombin im Blutgefäß, welches unverletzt ist. Ab hier läuft der Prozess zweigleisig weiter:
Einerseits wird Thrombin durch die Bindung inaktiviert, ist aber trotzdem noch in der Lage den Protein C/Protein-S-Komplex zu aktivieren, der die Gerinnungsfaktoren FV und FVIII inaktiviert. Diese Faktoren können daher die Blutgerinnung nicht weiter auslösen.
Durch Bindung von Thrombin aktiviert Thrombomodulin andererseits TAFI (thrombin activatable fibrinolysis inhibitor = „Thrombin-aktivierbarer Inhibitor der Fibrinolyse“). Dieser sorgt für die Hemmung der Gerinnungsauflösung. Der schon gebildete Pfropf wird nicht wieder gelöst, solange die Gerinnung noch läuft.

Auf der Oberfläche des Endothel befindet sich Thrombomodulin (TM), welches Trombin (II) bindet, so dass dieses kein Fibrin (I) mehr bilden kann. Gleichzeitig wird die Bildung von Protein C (PC) durch das gebundene Thrombin (II) vertausendfacht, so dass Thrombin nun antikoagulatorisch wirkt. Protein C (aPC) bildet dann mit Protein S (PS) einen Komplex, der die Gerinnungsfaktoren V und VIII deaktiviert.